# Asioplax curiosa
Asioplax curiosa är en dagsländeart som först beskrevs av Lugo-ortiz och Mccafferty 1995.  Asioplax curiosa ingår i släktet Asioplax och familjen Leptohyphidae. Inga underarter finns listade i Catalogue of Life.